# Alfa Laval
Alfa Laval AB (NASDAQ OMX: ALFA) (før 1993 Alfa-Laval, med bindestreg) er en verdensledende producent af pumper, ventiler, varmevekslere og separatorer. Virksomheden havde i 2010 en omsætning på 24,72 mia. svenske kroner og 12.620 medarbejdere.
Alfa Laval har sit hovedsæde og varmevekslerproduktion i Lund. Virksomheden har også et stort kontor i Tumba i Botkyrka kommun. Udover fabrikkerne i Sverige så har Alfa Laval også fabrikker og udviklingsafdelinger i bl.a. Danmark, Frankrig, Finland, Holland, Belgien, Storbritannien, USA, Indien, Italien, Polen, Brasilien og Kina.

## Historie
Virksomheden blev grundlagt i 1883 af Gustaf de Laval og Oscar Lamm, Jr. under navnet AB Separator men siden 1878 har Oscar Lamm, Jr. solgt separatorer udviklet af Gustaf de Laval i sin maskinforretning. Gennem de første år var Oscar Lamm, Jr. både bestyrelsesformand og administrerende direktør men efter et skisma med Gustaf de Laval forlod han firmaet i 1886. Året efter i 1887 blev John Bernström ansat som administrerende direktør, en post han beholdt indtil 1911. 
I 1963 skiftede AB Separator navn til Alfa-Laval AB. Selskabet var noteret på Stockholmsbörsen indtil 1991 da det blev opkøbt af Tetra Pak. I forbindelse med opkøbet i 1991 blev Alfa Laval Agri, der producerer udstyr til mælkeproducenter, fraspaltet Alfa Laval. Da Alfa Laval igen blev frasolgt Tetra Pak blev Alfa Laval Agri bibeholdt og omdøbt DeLaval efter firmaets grundlægger. I 2002 blev selskabet børsnoteret på ny.

## Alfa Laval i Danmark
I Danmark er Alfa Laval  repræsenteret gennem Alfa Laval Aalborg (kedelteknologi), Alfa Laval Copenhagen (dekantercentrifuger), Alfa Laval Kolding (flowteknisk udstyr), Alfa Laval Nakskov (membranfiltrering), Alfa Laval Nordic (salg og service) og Alfa Laval Tank Equipment (tankudstyr). Senest blev Aalborg Industries opkøbt i 2010 og selskabet fungerer nu under navnet Alfa Laval Aalborg.